# Benjamin Weger
Benjamin Weger (ur. 5 października 1989 w Brig-Glis) – szwajcarski biathlonista, wicemistrz świata juniorów oraz brązowy medalista mistrzostw Europy juniorów.

## Kariera
Po raz pierwszy na arenie międzynarodowej pojawił się 11 marca 2006 roku w Martell, kiedy w zawodach Pucharu IBU juniorów zajął 57. miejsce w sprincie. Na rozgrywanym rok później olimpijskim festiwalu młodzieży Europy w Jace był drugi w sprincie i trzeci w biegu pościgowym. Ponadto podczas mistrzostw świata juniorów w Canmore w 2009 roku wywalczył srebrny medal w sprincie.
W Pucharze Świata zadebiutował 8 stycznia 2009 roku w Oberhofie, zajmując szóste miejsce w sztafecie. Pierwsze pucharowe punkty zdobył 14 stycznia 2010 roku w Ruhpolding, gdzie w sprincie zajął 19. miejsce. Na podium zawodów tego cyklu pierwszy raz stanął 16 grudnia 2010 roku w Pokljuce, kończąc bieg indywidualny na drugiej pozycji. W zawodach tych rozdzielił Austriaka Daniela Mesotitscha i Serhija Sedniewa z Ukrainy.
W 2010 roku wystartował na igrzyskach olimpijskich w Vancouver, gdzie zajął 55. miejsce w biegu indywidualnym, 69. w sprincie i 9. w sztafecie. Na rozgrywanych cztery lata później igrzyskach w Soczi, plasując się na 47. pozycji w biegu indywidualnym, 63. w sprincie, 14. w sztafecie i 13. w sztafecie mieszanej. Brał też udział w igrzyskach olimpijskich w Pjongczangu w 2018 roku, zajmując między innymi szóste miejsce w biegu indywidualnym i pościgowym. Był ponadto piąty w biegu indywidualnym i pojedynczej sztafecie mieszanej podczas mistrzostw świata w Anterselvie w 2020 roku.
Podczas wojskowych igrzysk sportowych w Annecy w 2013 roku zdobył złote medale w biegu patrolowym na 25 km i sprincie drużynowo, a indywidualnie wywalczył srebrny medal.
Porozumiewa się w językach francuskim, włoskim, niemieckim oraz angielskim.
Po sezonie 2021/2022 zakończył sportową karierę.

## Osiągnięcia

### Igrzyska olimpijskie
| Rok  | Miejscowość | Konkurencje | Konkurencje | Konkurencje | Konkurencje | Konkurencje | Konkurencje | Konkurencje |
| Rok  | Miejscowość | IN          | SP          | PU          | MS          | RL          | MR          | SR          |
| ---- | ----------- | ----------- | ----------- | ----------- | ----------- | ----------- | ----------- | ----------- |
| 2010 | Vancouver   | 55.         | 69.         | –           | –           | 9.          | –           | nd.         |
| 2014 | Soczi       | 47.         | 62.         | –           | –           | 14.         | 11.         | nd.         |
| 2018 | Pjongczang  | 6.          | 15.         | 6.          | 27.         | 15.         | 13.         | nd.         |
| 2022 | Pekin       | 19.         | 53.         | dns.        | –           | 12.         | 8.          | nd.         |

### Mistrzostwa świata
| Rok  | Miejscowość          | Konkurencje | Konkurencje | Konkurencje | Konkurencje | Konkurencje | Konkurencje | Konkurencje |
| Rok  | Miejscowość          | IN          | SP          | PU          | MS          | RL          | MR          | SR          |
| ---- | -------------------- | ----------- | ----------- | ----------- | ----------- | ----------- | ----------- | ----------- |
| 2010 | Chanty-Mansyjsk      | nd.         | nd.         | nd.         | nd.         | nd.         | 13.         | nd.         |
| 2011 | Chanty-Mansyjsk      | 34.         | 52.         | 33.         | –           | 17.         | –           | nd.         |
| 2012 | Ruhpolding           | 41.         | 36.         | 16.         | dnf.        | 7.          | 10.         | nd.         |
| 2013 | Nové Město na Moravě | 19.         | 25.         | 35.         | 27.         | 17.         | 11.         | nd.         |
| 2015 | Kontiolahti          | 30.         | 13.         | 33.         | 29.         | 7.          | 13.         | nd.         |
| 2016 | Oslo                 | 49.         | 51.         | dnf.        | –           | 10.         | 14.         | nd.         |
| 2017 | Hochfilzen           | 10.         | 55.         | 53.         | –           | 16.         | 14.         | nd.         |
| 2019 | Östersund            | 44.         | 10.         | 8.          | 18.         | 11.         | 11.         | –           |
| 2020 | Anterselva           | 5.          | 51.         | 59.         | 25.         | –           | 10.         | 5.          |
| 2021 | Pokljuka             | 47.         | 62.         | –           | –           | 11.         | 10.         | 9.          |

### Mistrzostwa świata juniorów
| Rok  | Miejscowość | Konkurencje | Konkurencje | Konkurencje | Konkurencje | Konkurencje | Konkurencje | Konkurencje |
| Rok  | Miejscowość | IN          | SP          | PU          | MS          | RL          | MR          | SR          |
| ---- | ----------- | ----------- | ----------- | ----------- | ----------- | ----------- | ----------- | ----------- |
| 2007 | Martell     | 15.         | 13.         | 11.         | nd.         | –           | nd.         | nd.         |
| 2008 | Ruhpolding  | 7.          | 4.          | 5.          | nd.         | 11.         | nd.         | nd.         |
| 2009 | Canmore     | 35.         | 2.          | 9.          | nd.         | –           | nd.         | nd.         |

### Mistrzostwa Europy juniorów
| Rok  | Miejscowość | Konkurencje | Konkurencje | Konkurencje | Konkurencje | Konkurencje | Konkurencje | Konkurencje |
| Rok  | Miejscowość | IN          | SP          | PU          | MS          | RL          | MR          | SR          |
| ---- | ----------- | ----------- | ----------- | ----------- | ----------- | ----------- | ----------- | ----------- |
| 2008 | Nové Město  | 9.          | 3.          | 4.          | nd.         | –           | nd.         | nd.         |
| 2009 | Ufa         | DNS         | 19.         | 19.         | nd.         | –           | nd.         | nd.         |

### Puchar Świata

#### Miejsca w klasyfikacji generalnej
| Sezon     | Miejsce |
| --------- | ------- |
| 2008/2009 | -       |
| 2009/2010 | 58.     |
| 2010/2011 | 39.     |
| 2011/2012 | 18.     |
| 2012/2013 | 41.     |
| 2013/2014 | 37.     |
| 2014/2015 | 17.     |
| 2015/2016 | 35.     |
| 2016/2017 | 30.     |
| 2017/2018 | 15.     |
| 2018/2019 | 14.     |
| 2019/2020 | 30.     |
| 2020/2021 | 22.     |
| 2021/2022 | 27.     |

#### Miejsca na podium chronologicznie
| Lp. | Dzień       | Rok  | Miejscowość | Konkurencja                | Lokata | Pudła   | Czas biegu | Strata | Zwycięzca           |
| --- | ----------- | ---- | ----------- | -------------------------- | ------ | ------- | ---------- | ------ | ------------------- |
| 1.  | 16 grudnia  | 2010 | Pokljuka    | Bieg indywidualny na 20 km | 2.     | 0+0+1+0 | 53:04,0    | +58,4  | Daniel Mesotitsch   |
| 2.  | 9 grudnia   | 2011 | Hochfilzen  | Sprint na 10 km            | 3.     | 0+0     | 25:01,5    | +19,6  | Carl Johan Bergman  |
| 3.  | 10 grudnia  | 2011 | Hochfilzen  | Bieg pościgowy na 12,5 km  | 3.     | 1+0+0+0 | 33:13,9    | +4,9   | Emil Hegle Svendsen |
| 4.  | 11 lutego   | 2012 | Kontiolahti | Sprint na 10 km            | 3.     | 0+0     | 24:59,8    | +1,6   | Martin Fourcade     |
| 5.  | 17 stycznia | 2021 | Oberhof     | Bieg masowy na 15 km       | 3.     | 0+0+0+0 | 37:41,9    | +7,8   | Tarjei Bø           |